# Список мужских национальных сборных по баскетболу
Список всех национальных мужских сборных по баскетболу.

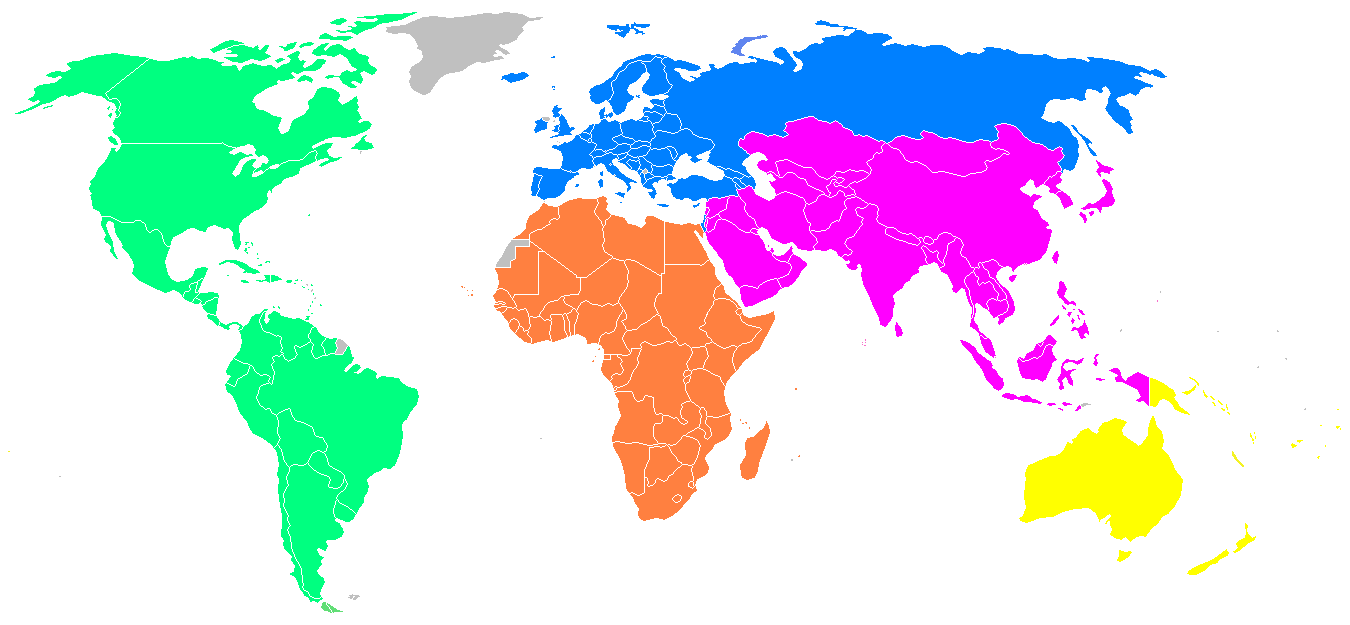
5 зон ФИБА.

## Существующие команды
Международная федерация баскетбола или ФИБА распределила 213 национальных команды в 5 зон, каждая из которых находится на своем континенте (Северная Америка и Южная Америка объединены в зону Америка.) Последняя добавленная команда — сборная Черногории, образованная в 2006 году.
Согласно ФИБА команд больше нежели в ФИФА (211).

### ФИБА Африка

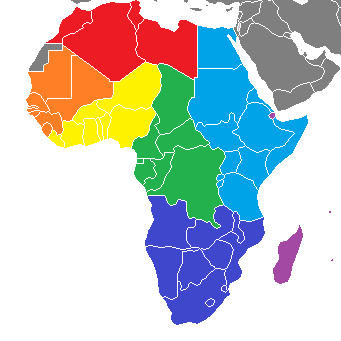
ФИБА Африка.

ФИБА Африка, насчитывает 53 национальные сборные, поделенных на 7 зон.

| - Алжир - Ливия - Марокко - Тунис - Гамбия - Гвинея - Гвинея-Бисау - Кабо-Верде - Мавритания - Мали - Сенегал - Сьерра-Леоне - Бенин - Буркина-Фасо - Гана - Кот-д’Ивуар - Либерия - Нигер - Нигерия - Того | - Габон - ДР Конго - Камерун - Республика Конго - Сан-Томе и Принсипи - ЦАР - Чад - Экваториальная Гвинея - Бурунди - Джибути - Египет - Кения - Руанда - Сомали - Судан - Танзания - Уганда - Эритрея - Эфиопия | - Ангола - Ботсвана - Замбия - Зимбабве - Лесото - Малави - Мозамбик - Намибия - Свазиленд - ЮАР - Маврикий - Мадагаскар - Коморы - Сейшелы |

### ФИБА Америка
ФИБА Америка  (формально Пан-американская баскетбольная конфедерация), которая контролирует Северную Америку, Центральную Америку, Карибский бассейн, и Южную Америку, имеет 44 национальные команды, разделенные на три части.. Конфедерация баскетбола Центральной Америки и Карибского бассейна (CONCECABA) далее делается на Центральную Америку и зону Карибского бассейна.

| CONCECABA Карибский бассейн Антигуа и Барбуда Американские Виргинские острова Аруба Багамские Острова Барбадос Бермудские Острова Республика Гаити Гайана Гренада Доминика Доминиканская Республика Каймановы острова Куба Монтсеррат Нидерландские Антилы Пуэрто-Рико Сент-Винсент и Гренадины Сент-Китс и Невис Сент-Люсия Суринам Теркс и Кайкос Тринидад и Тобаго Ямайка | - Белиз - Гватемала - Гондурас - Коста-Рика - Мексика - Никарагуа - Панама - Сальвадор - Канада - США - Аргентина - Боливия - Бразилия - Венесуэла - Колумбия - Парагвай - Перу - Уругвай - Чили - Эквадор |

### ФИБА Азия

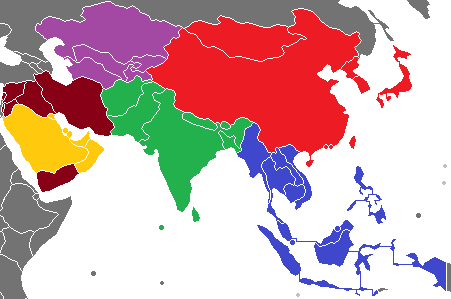
FIBA Asia subzones.

ФИБА Азия (формально Азиатская баскетбольная конфедерация) делится на 6 зон.

| - Гонконг - Китай - КНДР - Макао - Монголия - Тайвань - Южная Корея - Япония - Бахрейн - Катар - Кувейт - ОАЭ - Оман - Саудовская Аравия | - Афганистан - Казахстан - Кыргызстан - Таджикистан - Туркменистан - Узбекистан - Бангладеш - Бутан - Индия - Мальдивы - Непал - Пакистан - Шри-Ланка | - Бруней - Вьетнам - Индонезия - Камбоджа - Лаос - Малайзия - Мьянма - Сингапур - Таиланд - Филиппины - Иордания - Йемен - Ирак - Иран - Ливан - Палестина - Сирия |

### ФИБА Европа
ФИБА Европа состоит из 48 национальной сборной.
| - Австрия - Азербайджан - Албания - Андорра - Армения - Беларусь - Бельгия - Болгария - Босния и Герцеговина - Венгрия - Германия - Гибралтар - Греция - Грузия - Дания - Израиль | - Испания - Ирландия - Исландия - Италия - Кипр - Латвия - Литва - Люксембург - Македония - Мальта - Молдова - Монако - Нидерланды - Норвегия - Польша - Португалия | - Россия - Румыния - Сан-Марино - Сербия - Словакия - Словения - Турция - Украина - Финляндия - Франция - Хорватия - Черногория - Чехия - Швейцария - Швеция - Эстония |

### ФИБА Океания
ФИБА Океания включает себя 21 национальную команду.

| - Австралия - Американское Самоа - Вануату - Гуам - Кирибати - Маршалловы Острова - Науру - Новая Каледония - Новая Зеландия - Острова Кука | - Остров Норфолк - Палау - Папуа — Новая Гвинея - Самоа - Северные Марианские острова - Соломоновы Острова - Таити - Тонга - Тувалу - Федеративные Штаты Микронезии - Фиджи |

### Не члены ФИБА
| - Ачех - Аландские Острова - Ангилья - Арагон - Бонайре - Валлония - Ватикан - Восточный Тимор - Гуанси - Готланд - Гваделупа - Гернси - Джерси - Занзибар - Западная Сахара - Каталония - Кусаие - Кюрасао - Лихтенштейн - Мартиника - Майотта - Менорка - Ниуэ - Остров Мэн | - Остров Святой Елены - Остров Уайт - Острова Питкэрн - Понпеи - Приднестровская Молдавская Республика - Республика Косово - Реюньон - Родос - Сааремаа - Саба - Северная Ирландия - Сен-Мартен - Сен-Пьер и Микелон - Синт-Эстатиус - Синт-Маартен - Сомалиленд - Страна Басков - Токелау - Турецкая Республика Северного Кипра - Уоллис и Футуна - Фландрия - Фолклендские острова - Французская Гвиана - Чуук - Яп |

## Исчезнувшие команды
- ГДР
- Сербия и Черногория
- СССР
- Чехословакия
- Югославия
- Южный Вьетнам
- Южный Йемен

## Коды стран ФИБА
ФИБА использует коды МОК для большинства стран, которые входят в Международный олимпийский комитет. Для не участников МОК и исключений ФИБА использует следующие коды:
- Англия: ENG
- Гибралтар: GIB
- Маршалловы Острова: MIS (IOC: MHL)
- Монтсеррат: MAT
- Новая Каледония: CAL
- Остров Норфолк: NIS
- Северные Марианские острова: SAI
- Шотландия: SCO
- Таити: TAH
- Теркс и Кайкос: TCI
- Уэльс: WAL